# Microsoft Office 2001 para Mac
Microsoft Office 2001, lanzado en el año 2000, es una suite ofimática producida por Microsoft para Mac OS 8, Mac OS 9 o el clásico entorno de Mac OS X, se requiere Mac OS 8 aunque la versión 8.5 o posterior se recomienda.

## Características
Al igual que versiones anteriores, se incluye Word, Excel y PowerPoint. Se introdujo por primera vez Entourage, un cliente de correo electrónico con herramientas de gestión de la información, tales como un calendario, una libreta de direcciones, listas de tareas y notas.

### Microsoft Office para Mac
- Microsoft Office 98 Macintosh Edition
- Microsoft Office 2004 para Mac
- Microsoft Office 2008 para Mac
- Microsoft Office 2011 para Mac
- Microsoft Office 2014 para Mac

### Microsoft Office para Windows
- Microsoft Office 95
- Microsoft Office 97
- Microsoft Office 2000
- Microsoft Office XP
- Microsoft Office 2003
- Microsoft Office 2007
- Microsoft Office 2010
- Microsoft Office 2013

- Datos: Q3296854